# Єзеро (Плашки)
45°03′ пн. ш. 15°25′ сх. д. / 45.05° пн. ш. 15.41° сх. д.
Єзеро (хорв. Jezero) — населений пункт у Хорватії, у Карловацькій жупанії у складі громади Плашки.

## Населення
Населення за даними перепису 2011 року становило 77 осіб.
Динаміка чисельності населення поселення: